# Joana Tomàs i Sabaté
Joana Tomàs i Sabaté   (Barcelona, 4 d'octubre de 1933 - Barcelona, 26 de desembre de 1982) va ser una activista veïnal catalana, fundadora de l'Associació de Veïns del Clot i Camp de l'Arpa.
Va néixer a la Vila de Gràcia, on va impulsar la Unió Excursionista de Catalunya de Gràcia. El 1968 va traslladar-se al districte de Sant Martí, on el 1975 va ser membre fundadora de l'Associació de Veïns del Clot-Camp de l'Arpa. Als anys setanta va militar al Partit Socialista Unificat de Catalunya.
L'activista havia demanat durant anys el trasllat de la fàbrica d'Alcoholes Montplet fora del barri, adduint que era perillosa i contaminant. Les instal·lacions van incendiar-se l'agost de 1981 i, a l'interior de l'illa on s'aixecava la fàbrica, ara hi ha un jardí que duu el seu nom. El març de 2023, Joana Tomàs va ser una de les homenatjades pel consistori municipal (en mans dels Comuns) en la campanya Ciutat de Dones.